# Villa Jiménez (Argentina)
Villa Jiménez (también conocida como Villa Giménez) es una localidad argentina ubicada en el departamento Río Hondo de la provincia de Santiago del Estero.
Se encuentra en la margen derecha del río Dulce, 12 km al norte de la Ruta Nacional 9 y 40 km al este de Termas de Río Hondo.
Cuenta con una escuela que comenzó sus funciones en el año 1864 y un puesto de salud. Se proyecta en esta villa la creación de una sala de faena para los cabritos producidos por pequeños productores de la región.

## Población
Cuenta con 163 habitantes (Indec, 2010), lo que representa un descenso del 59,6% frente a los 403 habitantes (Indec, 2001) del censo anterior.
| Gráfica de evolución demográfica de Villa Jiménez entre 1991 y 2010 |
|                                                                     |
| Fuente: Censos nacionales del INDEC                                 |